# Wissersheim
Wissersheim is een plaats in de Duitse gemeente Nörvenich, deelstaat Noordrijn-Westfalen, en telt 1.023 inwoners (31-12-2019).
In 836 komt het dorp in een schenkingsakte van Lodewijk de Vrome reeds voor: aan een zekere Hruotbert werd het landgoed Wistrikisheim geschonken.
In het dorp staan enige kleine woonwijken, waar forensen met een baan in Keulen of een andere stad in de regio hun huis hebben.
Sedert 1989 woont en werkt in de voormalige watertoren van Wissersheim de beeldhouwer Günter Thelen (* 14 augustus 1943 in Leverkusen).

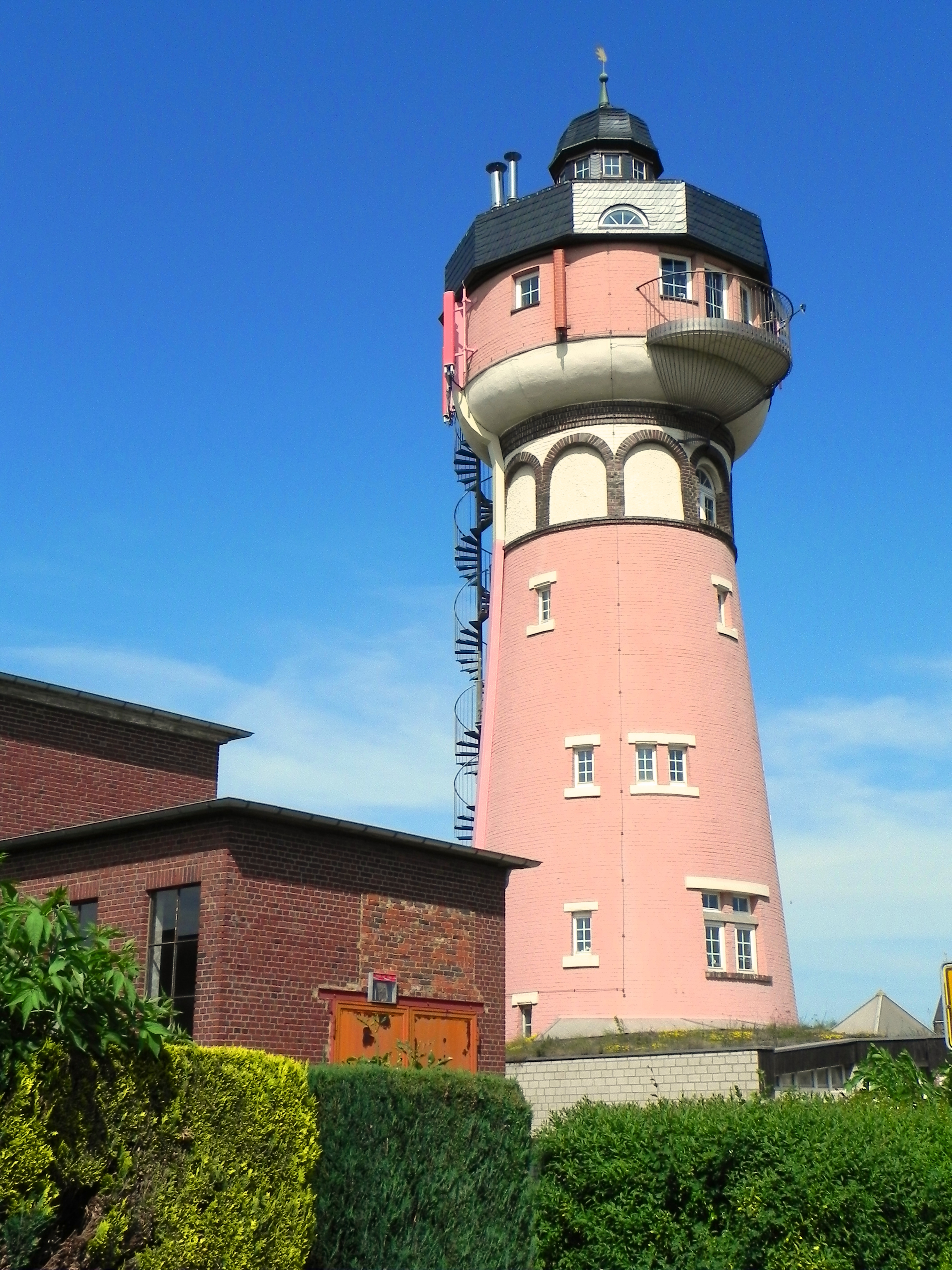
Watertoren